# Lista över kommuner i departementet Val-de-Marne
Nedan följer en lista över de 47 kommunerna i departementet Val-de-Marne i alfabetisk ordning med INSEE-kod och postnummer.

(CAS) Communauté d'agglomération Haut Val de Marne, skapad 2001.

(CAN) Communauté d'agglomération Vallée de la Marne, skapad 2000.

(CAC) Communauté d'agglomération Plaine Centrale du Val de Marne, skapad 2001.

(CAV) Communauté d'agglomération Val de Bièvre, skapad 2000.

| INSEE-kod | Postnummer | Kommun                       |
| --------- | ---------- | ---------------------------- |
| 94001     | 94480      | Ablon-sur-Seine              |
| 94002     | 94140      | Alfortville (CAC)            |
| 94003     | 94110      | Arcueil (CAV)                |
| 94004     | 94470      | Boissy-Saint-Léger (CAS)     |
| 94011     | 94380      | Bonneuil-sur-Marne           |
| 94015     | 94360      | Bry-sur-Marne                |
| 94016     | 94230      | Cachan (CAV)                 |
| 94017     | 94500      | Champigny-sur-Marne          |
| 94018     | 94220      | Charenton-le-Pont            |
| 94019     | 94430      | Chennevières-sur-Marne (CAS) |
| 94021     | 94550      | Chevilly-Larue               |
| 94022     | 94600      | Choisy-le-Roi                |
| 94028     | 94000      | Créteil (CAC)                |
| 94033     | 94120      | Fontenay-sous-Bois           |
| 94034     | 94260      | Fresnes (CAV)                |
| 94037     | 94250      | Gentilly (CAV)               |
| 94038     | 94240      | L'Haÿ-les-Roses (CAV)        |
| 94041     | 94200      | Ivry-sur-Seine               |
| 94042     | 94340      | Joinville-le-Pont            |
| 94043     | 94270      | Le Kremlin-Bicêtre (CAV)     |
| 94044     | 94450      | Limeil-Brévannes (CAC)       |
| 94046     | 94700      | Maisons-Alfort               |
| 94047     | 94520      | Mandres-les-Roses            |
| 94048     | 94440      | Marolles-en-Brie             |
| 94052     | 94130      | Nogent-sur-Marne (CAN)       |
| 94053     | 94880      | Noiseau (CAS)                |
| 94054     | 94310      | Orly                         |
| 94055     | 94490      | Ormesson-sur-Marne (CAS)     |
| 94056     | 94520      | Périgny                      |
| 94058     | 94170      | Le Perreux-sur-Marne (CAN)   |
| 94059     | 94420      | Le Plessis-Trévise (CAS)     |
| 94060     | 94510      | La Queue-en-Brie (CAS)       |
| 94065     | 94150      | Rungis                       |
| 94067     | 94160      | Saint-Mandé                  |
| 94068     | 94100      | Saint-Maur-des-Fossés        |
| 94069     | 94410      | Saint-Maurice                |
| 94070     | 94440      | Santeny                      |
| 94071     | 94370      | Sucy-en-Brie (CAS)           |
| 94073     | 94320      | Thiais                       |
| 94074     | 94460      | Valenton                     |
| 94075     | 94440      | Villecresnes                 |
| 94076     | 94800      | Villejuif (CAV)              |
| 94077     | 94290      | Villeneuve-le-Roi            |
| 94078     | 94190      | Villeneuve-Saint-Georges     |
| 94079     | 94350      | Villiers-sur-Marne           |
| 94080     | 94300      | Vincennes                    |
| 94081     | 94400      | Vitry-sur-Seine              |